# ۹۸۴ (قمری)
۹۸۴ (قمری)، نهصد و هشتاد و چهارمین سال در گاهشماری هجری قمری است. اول محرم این سال برابر با دهم آوریل سال ۱۵۷۶ میلادی است.

## وابسته
- شاه تهماسب یکم
- شیخ بهایی